# Terrorisme en 1978

## Événements

### Février
- 17 février, Irlande du Nord : l'explosion d'une bombe dans l'hôtel-restaurant La Mon House Hotel de Belfast fait douze morts et vingt-trois blessés[1].
- 19 février, Irlande du Nord : l'IRA provisoire revendique l'attentat contre le La Mon House Hotel, qu'elle dit « regretter ». Elle présente ses excuses aux familles des victimes[2]

### Mars
- 16 mars, Italie : les activistes communistes des Brigades rouges enlèvent le président du parti de la Démocratie chrétienne, Aldo Moro, et abattent ses cinq gardes du corps[3].
- 17 mars, Espagne : attentat à la bombe de ETA contre le chantier de la centrale nucléaire de Lemóniz[4].
- 26 mars, Irlande du Nord : à l'occasion de la commémoration de l'insurrection de Pâques 1916, l'IRA provisoire annonce une intensification de la vague de violences qui frappe l'Irlande du Nord[1].

### Mai
- 16 mars, Italie : le corps d'Aldo Moro, enlevé cinquante-cinq jours plus tôt par les Brigades rouges, est retrouvé à Rome, dans le coffre d'une voiture[3].
- 20 mai, France : trois terroristes pro-palestiniens gagnent la zone internationale de l'aéroport d'Orly, et se rendent au comptoir de la compagnie israélienne El Al avec l'intention de mitrailler les passagers. Ils sont repérés par des policiers. La fusillade qui éclate coûte la vie à deux policiers et à trois passagers, et fait cinq blessés. Les terroristes sont abattus[5],[6],[7].

### Juin
- 24-25 juin, France : Attentat du château de Versailles (FLB)

### Juillet
- 31 juillet, France : l'intervention du service de sécurité de l'ambassade, lors de la prise d'otages à l'ambassade d'Irak à Paris, coûte la vie à un policier français et à un membre du service de sécurité irakien. Deux policiers français sont grièvement blessés, ainsi que le preneur d'otages[8],[9],[10].